# 圣但尼区 (留尼汪)

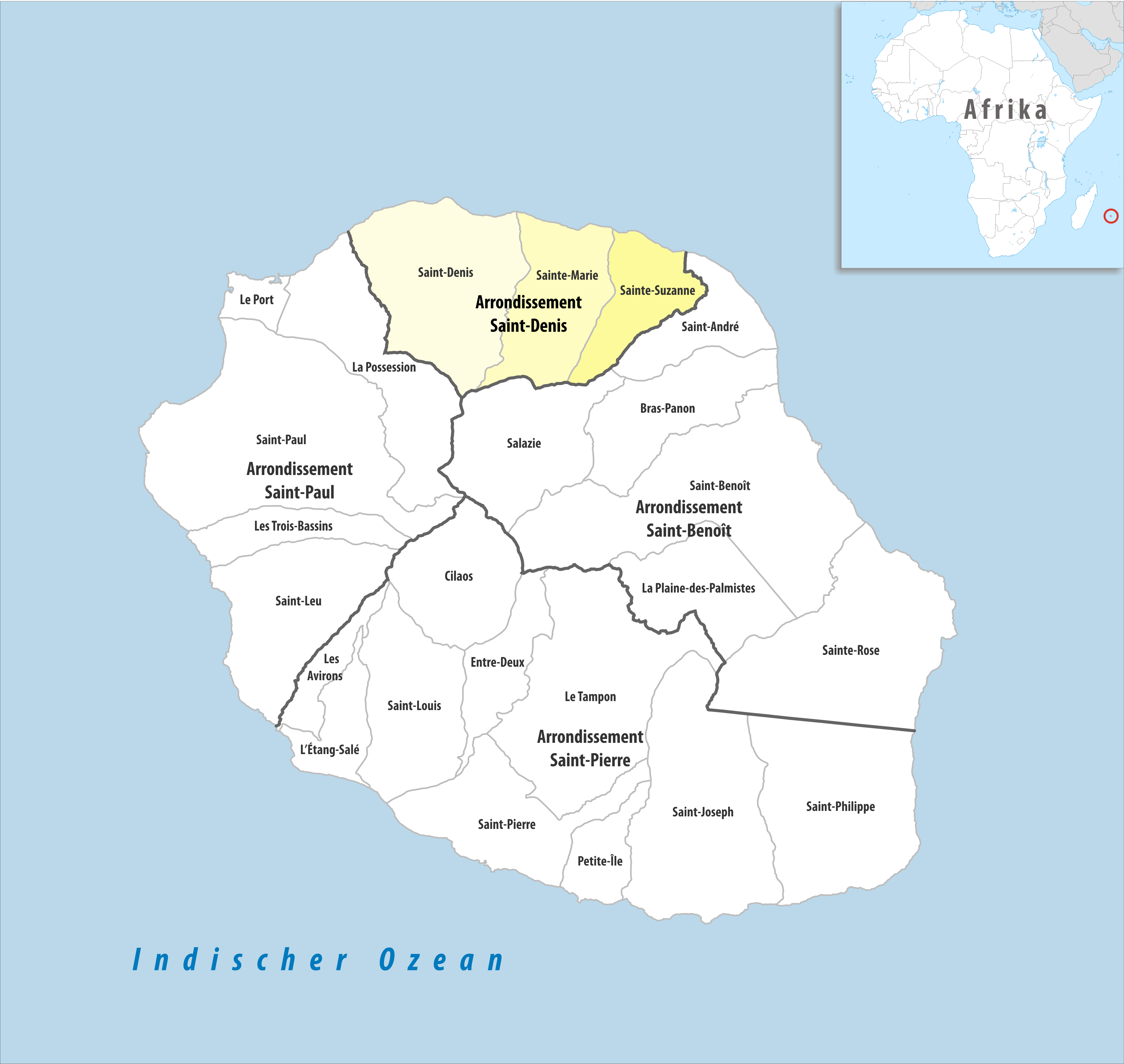
圣但尼区在留尼汪的位置

圣但尼区（法語：Arrondissement de Saint-Denis）是留尼汪（法国海外省）所辖的一个区。总面积423平方公里，总人口236599，人口密度560人/平方公里（1999年）。主要城镇为圣但尼。

## 辖区
圣但尼区辖有14个县，共有5个市镇。